# SAMOS 11
SAMOS 11 (ang. Satellite And Missile Observation Satellites) – ostatni amerykański satelita rozpoznawczy programu SAMOS. Wobec słabych wyników tej i poprzednich misji, projekt anulowano. Do członu Agena B dołączony był jeszcze satelita ERS 1, jednak nie odłączył się od niego.

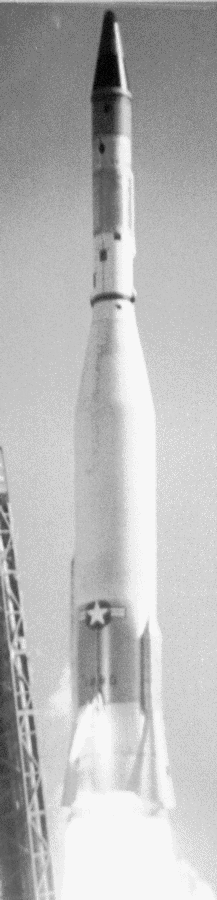
Start rakiety Atlas z satelitą SAMOS 11

## Kapsuła czy przekaz radiowy?
Nie jest rzeczą pewną, jak SAMOS 11 przekazywał wykonane zdjęcia. Niektóre źródła mówią, że przesyłano je drogą radiową, co spowodowało również, że zdjęcia miały niską jakość. Inne, że statek posiadał kapsułę powrotną, zdeorbitowaną po jednym dniu misji, a odzyskanie jej prawdopodobnie nie powiodło się.